# 达维德·辛茨海姆
达维德·辛茨海姆（法語：David Sintzheim，1745年11月16日—1812年11月9日）出生於德國莱茵兰-普法尔茨的特里爾，是法國第一位猶太教首席拉比。

## 生平
1785年达维德·辛茨海姆成為法國大東部大區下萊茵省比沙伊姆的葉史瓦，法国大革命之後他成為斯特拉斯堡的拉比。拿破仑一世恢復大公會和法國以色列中央議會，他成為大公會主席、法國首任拉比。
1812年過世後，被安葬在巴黎的拉雪茲神父公墓。